# بوب جونستون
بوب جونستون (بالإنجليزية: Bob Johnstone)‏ هو مغني أمريكي، ولد في 22 سبتمبر 1916، وتوفي في 6 مايو 1994.